# Sabi Dorr
Sabi Dorr (auch Sabi Dor; hebräisch סבי דור; geboren 24. August 1943 in Haifa; gestorben 5. Dezember 2023) war ein israelischer Schauspieler.

## Leben
Dorr begann Ende der 1960er Jahre seine schauspielerische Tätigkeit in seinem Heimatland. 1968 wirkte er dort an der Seite von Shmuel Rodensky in Tevje und seine sieben Töchter, einer deutsch-israelischen Koproduktion von Artur Brauner, mit. Durch die Mitwirkung an dem in Israel gedrehten Western Carlos (1971) kam er nach Deutschland und arbeitete fortan auch im deutschsprachigen Raum. Dorr spielte in den 1970er Jahren auch in einigen, dem damaligen Zeitgeschmack entsprechenden Erotik-Komödien. 1977 war er in der Rolle des Dr. Singh mit Heinz Rühmann in dem Film Das chinesische Wunder zu sehen. In der Fernsehserie Ein Stück Himmel spielte er den polnischen Leutnant Kuba. In Patrik Pacard war er 1984 der Entführer Ibrahim.
Dorr hatte außerdem regelmäßige Episodenrollen bei Fernsehserien, unter anderem in SOKO 5113, Derrick, Der Alte, Großstadtrevier und Faust. Häufig wurde er dabei als Bösewicht, Verbrecher oder Gangster eingesetzt. Dorr war auch auf der Kinoleinwand zu sehen, zuweilen auch in internationalen Produktionen. 2005 spielte er in München von Steven Spielberg.
Daneben spielte er in den 1970er Jahren Theater in Berlin, auch in Theaterproduktionen unter der Regie Luc Bondy. 1979 war er in Berlin an der Freien Volksbühne gemeinsam mit Rosel Zech in Bondys Inszenierung von Anton Tschechows Theaterstück Platonow in der Rolle des Isaak Wengerowitsch zu sehen. Im August 1983/84 spielte er in einer Aufführungsserie des Musicals Anatevka im Deutschen Theater in München, wiederum gemeinsam mit Shmuel Rodensky, die Rolle des Studenten Perchik. 1984 spielte er an den Düsseldorfer Kammerspielen in dem Theaterstück Königreich auf Erden von Tennessee Williams.

## Filmografie
- 1968: Tevje und seine sieben Töchter
- 1968: Ha-Dybbuk
- 1968: Hamisha Yamim B'Sinai
- 1969: Der Baum von Kfar Etzyon (TV)
- 1970: In der Glut des Mittags
- 1971: Cream – Schwabing-Report
- 1971: Carlos
- 1971: Harpatka'ot Yaldei Hahof
- 1974: Sonderdezernat K1 (Fernsehserie, 1 Folge)
- 1975: LH 615 – Operation München (TV)
- 1976: Tod eines Fremden
- 1977: Griechische Feigen
- 1977: Das chinesische Wunder
- 1982: Inside the Third Reich (TV)
- 1982: Ein Stück Himmel (Fernseh-Miniserie)
- 1983: Der Alte – Kahlschlag
- 1984: Die Libelle (The Little Drummer Girl)
- 1984: Patrik Pacard (Fernseh-Miniserie)
- 1985: Der Alte – Der Sohn
- 1986: Der Alte – Der Trugschluß
- 1987: SOKO München (Fernsehserie, 3 Folgen)
- 1987–1997: Großstadtrevier (Fernsehserie, 3 Folgen)
- 1988: Spielergeschichten (TV)
- 1988: Anna – Der Film
- 1988: Der Löwe
- 1988: Derrick – Das Piräus-Abenteuer
- 1989: Das Nest (Fernsehserie, 1 Folge)
- 1989: Tatort: Armer Nanosh
- 1989: Derrick – Blaue Rose
- 1989: Derrick – Die Kälte des Lebens
- 1990: Eine Frau namens Harry
- 1991: Unsere Hagenbecks (Fernsehserie, 1 Folge)
- 1991–1994: Die Hütte am See (Fernsehserie, 5 Folgen)
- 1992: Marienhof (Fernsehserie, 5 Folgen)
- 1992: Das Gemächt des Holsteiners II (Kurzfilm)
- 1993: Glückliche Reise – Ibiza (Fernsehreihe)
- 1993: Der Fahnder (Fernsehserie, 1 Folge)
- 1994: Faust (Fernsehserie, 1 Folge)
- 1995: Ein unvergeßliches Wochenende (Fernsehserie, 1 Folge)
- 1995: Der Alte – Das Orakel
- 1995: Weihnachten mit Willy Wuff – Eine Mama für Lieschen (Fernsehfilm)
- 1996: Living Single (Fernsehserie, 1 Folge)
- 1997: Weapons of Mass Distraction (TV)
- 1998: Goodbye Lover
- 1998: Verhandlungssache
- 2000: Noriega – Gottes Liebling oder Monster? (TV)
- 2005: Mr. & Mrs. Smith
- 2005: München
- 2006: Hollywood Dreams
- 2007: Fantastic Movie
- 2014: Bamidbar (Kurzfilm)